# Roxas (Isabela)
Roxas (Bayan ng Roxas) es un municipio filipino de primera categoría perteneciente a la provincia de La Isabela en la Región Administrativa de Valle del Cagayán, también denominada Región II.

## Barangayes
Roxas se divide administrativamente en 26 barangayes o barrios.
| - Anao (747) - Imbiao (1517) - Lanting (1121) - Lucban (836) - Marcos (1253) - Masigun (731) - Rizal (5502) - Vira (3855) - Bantug (5811) - Luna (1632) - Quiling (1356) - Rang-ayan (1125) - San Antonio (3542) | - San José (1396) - San Pedro (1223) - San Plácido (2295) - San Rafael (3261) - Simimbaan (2951) - Sinamar (1702) - Sotero Nuesa (5340) - Villa Concepción (1112) - Matusalem (2021) - Muñoz del Este (1973) - Muñoz del Oeste (3463) - Doña Concha (583) - San Luis (1351) |

## Geografía
Tiene una extensión superficial de 184.80 km² y según el censo del 2007, contaba con una población de 53.461 habitantes y? hogares; 57.699 habitantes el día primero de mayo de 2010

## Historia

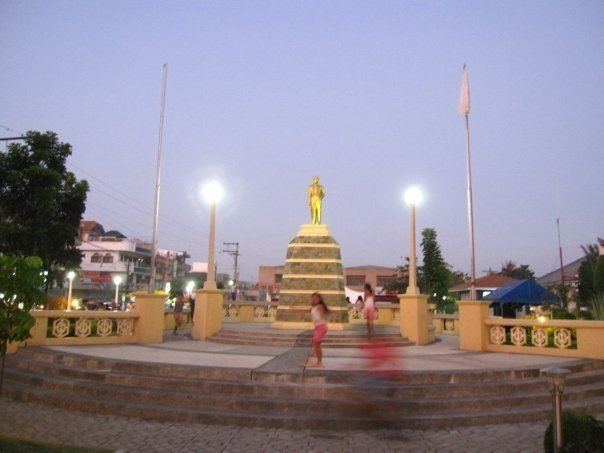
Estatua de Manuel Roxas Acuña.

Este municipio ocupa el lugar antes conocido como Bindang o Bayani, que fue parte primero de la La Provincia del Valle del Cagayán, para en 1839 incorporarse a  provincia de Nueva Vizcaya. Bindang se incorpora el término municipal de Gamu como Barrio Vira.
El 1 de julio de 1948 durante el mandato de Elpidio Quirino y Rivera  Barrio Vira se convierte en municipio independiente llamado Roxas en honor a su antecesor Manuel Roxas Acuña.
El 4 de julio se constiye el nuevo ayuntamiento siendo Rafael Lintao su primer alcalde.
En 1952, los barrios de Viernes Santo (Holy Friday), San José del Este y San José del Oeste fueron segregados para agrgarlos al nuevo municipio de Mallig.
En 1957, los barrios de Callang, Eden, Babanuang, Cabaritan, Sta. Cruz, Malalinta, Mararigue, Calaocan y Caraniogan se separaron para formar el municipio de Callang, hoy denominado  San Manuel.
Este mismo año el barrio de Basilio cambia su nombre por el de San José.
El 17 de junio de 1967 fue creado el nuevo municipio de Quirino de Isabela cuyo término quedaba formado por terrenos segregados de los municipios de  Ilagan, Roxas y Gamu:
Pasan a formar parte del nuevo municipio el barrio y sitio de Camaal.